# Suíça nos Jogos Olímpicos de Verão de 2012
A Suíça competiu nos Jogos Olímpicos de Verão de 2012, que aconteceram na cidade de Londres, no Reino Unido, de 27 de julho até 12 de agosto de 2012.

## Medalhas
| Atleta        | Esporte | Evento            | Medalha |
| ------------- | ------- | ----------------- | ------- |
| Nicola Spirig | Triatlo | Feminino          | Ouro    |
| Roger Federer | Tênis   | Simples masculino | Prata   |

## Desempenho

### Futebol
Masculino
| Equipe | Equipe | Fase de grupos                               | Fase de grupos | Quartas                | Semifinal              | Final                  | Pos. |
| Equipe | Equipe | Adversário e resultado                       | Pos.           | Adversário e resultado | Adversário e resultado | Adversário e resultado | Pos. |
| --- | --- | -------------------------------------------- | -------------- | ---------------------- | ---------------------- | ---------------------- | ---- |
| Diego Benaglio Xavier Hochstrasser Fabio Daprela Oliver Buff François Affolter Alain Wiss Innocent Emeghara Amir Abrashi Fabian Frei | Pajtim Kasami Admir Mehmedi Josip Drmić Ricardo Rodríguez Steven Zuber Timm Klose Fabian Schär Michel Morganella Benjamin Siegrist | GAB Gabão E 1-1 KOR Coreia do Sul MEX México |                |                        |                        |                        |      |

### Canoagem slalom
Masculino
| Atleta       | Evento | Preliminar | Preliminar | Preliminar | Preliminar | Semifinais | Semifinais | Final       | Final       |
| Atleta       | Evento | Descida 1  | Descida 2  | Total      | Posição    | Tempo      | Posição    | Tempo       | Posição     |
| ------------ | ------ | ---------- | ---------- | ---------- | ---------- | ---------- | ---------- | ----------- | ----------- |
| Michael Kurt | K-1    | 88s14      | 88s48      | 88s14      | 6º         | 147s35     | 13º        | Não avançou | Não avançou |

Feminino
| Atleta        | Evento | Preliminar | Preliminar | Preliminar | Preliminar | Semifinais  | Semifinais  | Final       | Final       |
| Atleta        | Evento | Descida 1  | Descida 2  | Total      | Posição    | Tempo       | Posição     | Tempo       | Posição     |
| ------------- | ------ | ---------- | ---------- | ---------- | ---------- | ----------- | ----------- | ----------- | ----------- |
| Elise Chabbey | K-1    | 162s92     | 126s46     | 126s46     | 20º        | Não avançou | Não avançou | Não avançou | Não avançou |

### Natação
Feminino
| Atletas            | Evento          | Eliminatórias | Eliminatórias | Semifinal   | Semifinal   | Final       | Final       |
| Atletas            | Evento          | Tempo         | Posição       | Tempo       | Posição     | Tempo       | Posição     |
| ------------------ | --------------- | ------------- | ------------- | ----------- | ----------- | ----------- | ----------- |
| Danielle Villars   | 200 m livre     | 2min03s55     | 31º           | Não avançou | Não avançou | Não avançou | Não avançou |
| Danielle Villars   | 100 m borboleta | 59s42         | 26º           | Não avançou | Não avançou | Não avançou | Não avançou |
| Martina van Berkel | 200 m borboleta | 2min12s25     | 25º           | Não avançou | Não avançou | Não avançou | Não avançou |

### Remo
Os remadores suíços conquistaram vagas para as seguintes provas:
- Skiff quádruplo masculino - 4 atletas - vaga conquistada após o terceiro lugar na Final B dessa prova no Campeonato Mundial de Remo de 2011, em Bled, na Eslovênia.

### Tênis
Masculino
| Atleta        | Evento  | Fase de 64                   | Fase de 32                  | Fase de 16                | Quartas                       | Semifinais                                | Final                         | Final            |
| Atleta        | Evento  | Adversário e resultado       | Adversário e resultado      | Adversário e resultado    | Adversário e resultado        | Adversário e resultado                    | Adversário e resultado        | Posição          |
| ------------- | ------- | ---------------------------- | --------------------------- | ------------------------- | ----------------------------- | ----------------------------------------- | ----------------------------- | ---------------- |
| Roger Federer | Simples | COL A. Falla V 6-3, 5-7, 6-3 | FRA J. Benneteau V 6-2, 6-2 | UZB D. Istomin V 7-5, 6-3 | USA J. Isner V 6-4, 7-6 (7–5) | ARG JM. del Potro V 3-6, 7-6 (7–5), 19-17 | GBR A. Murray D 2-6, 1-6, 4-6 | Medalha de prata |

### Tiro
Masculino
| Atleta           | Evento                | Qualificação | Qualificação | Final       | Final       | Posição |
| Atleta           | Evento                | Placar       | Posição      | Placar      | Total       | Posição |
| ---------------- | --------------------- | ------------ | ------------ | ----------- | ----------- | ------- |
| Patrick Scheuber | Pistola de ar de 10 m | 569          | 32º          | Não avançou | Não avançou | 32º     |
| Simon Beyeler    | Carabina de ar 10 m   | 588          | 39º          | Não avançou | Não avançou | 39º     |
| Pascal Lorentan  | Carabina de ar 10 m   | 589          | 37º          | Não avançou | Não avançou | 37º     |
| Marcel Buerge    | Carabina deitado 50 m | 594          | 14º          | Não avançou | Não avançou | 14º     |
| Pascal Loretan   | Carabina deitado 50 m | 591          | 31º          | Não avançou | Não avançou | 31º     |
| Fabio Ramella    | Skeet                 | 109          | 34º          | Não avançou | Não avançou | 34º     |

### Tiro com arco(2 atletas)
| Atleta          | Prova                | Rodada de classificação | Rodada de classificação | Ronda dos 64                           | Ronda dos 32           | Ronda dos 16           | Quartos-finais         | Semifinais             | Final                  | Final       |
| Atleta          | Prova                | Placar                  | Pos.                    | Adversário e resultado                 | Adversário e resultado | Adversário e resultado | Adversário e resultado | Adversário e resultado | Adversário e resultado | Pos.        |
| --------------- | -------------------- | ----------------------- | ----------------------- | -------------------------------------- | ---------------------- | ---------------------- | ---------------------- | ---------------------- | ---------------------- | ----------- |
| Axel Muller     | Individual masculino | 633                     | 62º                     | KOR J-H. Oh D 1-1, 0-2, 2-0, 0-2, 0-2  | Não avançou            | Não avançou            | Não avançou            | Não avançou            | Não avançou            | Não avançou |
| Nathalie Dielen | Individual feminino  | 528                     | 62º                     | TPE Y-T. Tan D 1-1, 0-2, 1-1, 2-0, 0-2 | Não avançou            | Não avançou            | Não avançou            | Não avançou            | Não avançou            | Não avançou |

### Triatlo
| Atleta        | Evento    | Natação (1,5 km) | Ciclismo (40 km) | Corrida (10 km) | Tempo total | Posição         |
| ------------- | --------- | ---------------- | ---------------- | --------------- | ----------- | --------------- |
| Sven Riederer | Masculino | 17m22            | 58m52            | 30m23           | 1h47m46     | 8º              |
| Ruedi Wild    | Masculino | 18m28            | 59m17            | 32m15           | 1h51m10     | 39º             |
| Daniela Ryf   | Feminino  | 19m49            | 1h08m28          | 36m58           | 2h06m37     | 40º             |
| Nicola Spirig | Feminino  | 20m04            | 1h06m03          | 33m41           | 1h59m48     | Medalha de ouro |